# Elina Vettenranta
Elina Vettenranta (nata Aaltonen; Pori, 17 ottobre 1969) è una cantante finlandese.

## Biografia
Elina Vettenranta è salita alla ribalta nel 2006 con la sua incoronazione a regina al festival del tango e della musica schlager finlandese Seinäjoen Tangomarkkinat, che le ha fruttato il suo primo contratto discografico con l'etichetta Mediamusiikki. Il suo album di debutto, Sydänten yö, è uscito nell'autunno dello stesso anno. In seguito a un periodo di depressione, la cantante ha trovato comforto nella musica spirituale, che ha esplorato fino ad arrivare nel 2010 a pubblicare il suo secondo album, Kastepisara. Negli anni successivi ha realizzato varie tournée nazionali insieme al gruppo HT Combo.

## Discografia

### Album in studio
- 2006 – Sydänten yö
- 2010 – Kastepisara

### Singoli
- 2006 – Sydänten yö
- 2006 – Elämäntanssi
- 2007 – Yksi yö jouluun
- 2008 – Salmiakkiruudut